# Nebojan
Nebojan är en ort i Kroatien.   Den ligger i länet Moslavina, i den centrala delen av landet, 40 km söder om huvudstaden Zagreb. Nebojan ligger 139 meter över havet och antalet invånare är 187.
Terrängen runt Nebojan är huvudsakligen platt, men åt sydost är den kuperad. Runt Nebojan är det glesbefolkat, med 19 invånare per kvadratkilometer. Närmaste större samhälle är Petrinja, 8,5 km sydost om Nebojan. Omgivningarna runt Nebojan är en mosaik av jordbruksmark och naturlig växtlighet.